# Salt (Jordanien)
as-Salt, auch Salt geschrieben (arabisch السلط, DMG as-Salṭ), ist eine Stadt in Jordanien und die Hauptstadt des Gouvernement al-Balqa. Sie hatte im Jahr 2015 eine Bevölkerung von 99.890 Einwohnern. Salt ist eine alte landwirtschaftliche Stadt und ein Verwaltungszentrum im westlichen Zentrum Jordaniens. Sie liegt an der alten Hauptverkehrsstraße, die von Amman nach Jerusalem führt. Die Stadt liegt im Balqa-Hochland und ist in der Krümmung von drei Hügeln in der Nähe des Jordantals gebaut. Zu den Sehenswürdigkeiten zählen die alten osmanischen Villen der Stadt sowie römische und islamische Gräber. Die Altstadt von as-Salt wurde im Juli 2021 in das UNESCO-Welterbe eingeschrieben.

## Geschichte
Es ist nicht bekannt, wann die Stadt zum ersten Mal bewohnt wurde, aber es wird angenommen, dass sie von der makedonischen Armee während der Herrschaft von Alexander dem Großen gebaut wurde. Die Stadt war in byzantinischer Zeit als Saltus bekannt und war Sitz eines Bistums. Zu dieser Zeit galt die Stadt als die Hauptsiedlung am Ostufer des Jordans. Die Siedlung wurde von den Mongolen zerstört und dann während der Herrschaft des Mamluken-Sultans Baibars (1260–1277) wieder aufgebaut.
Salt war einst die wichtigste Siedlung im Gebiet zwischen dem Jordantal und der östlichen Wüste. Aufgrund ihrer Geschichte als wichtige Handelsverbindung zwischen der östlichen Wüste und dem Westen war sie ein bedeutender Ort für die vielen Herrscher der Region.
Die Römer, Byzantiner und Mamluken trugen alle zum Wachstum der Stadt bei, aber erst Ende des 19. und Anfang des 20. Jahrhunderts, als die Osmanen eine regionale Verwaltungshauptstadt in Salt errichteten und die Ansiedlung aus anderen Teilen ihres Reiches förderten, erlebte Salt einen Aufschwung. Zu dieser Zeit trafen Händler aus Nablus ein, um ihr Handelsnetz nach Osten über den Jordan hinaus zu erweitern. Infolge des Zustroms von Neuankömmlingen erlebte diese Periode die rasche Expansion von Salt von einem einfachen Dorf zu einer Stadt mit vielen Gebäuden anspruchsvoller Bauart, welche noch heute erhalten sind. 1892 hatte Salt etwa 15.000 Einwohner. Die Stadt war Standort einer osmanischen Garnison und Sitz eines Kaymakam. 1895 wurde der kaza von Salt vom Verwaltungsgebiet Hauran getrennt und dem neu geschaffenen mutasarrıflık von Karak zugeteilt. 1904 zahlte das griechisch-orthodoxe Patriarchat in Jerusalem rund 3000 griechisch-orthodoxe Christen in Salt.
Nach dem Ersten Weltkrieg war die Stadt der Ort, den Herbert Samuel, britischer Hochkommissar für Palästina,  im August 1920 wählte, um seine Ankündigung zu machen, dass die Briten ein haschemitisch regiertes Gebilde auf der Ostbank des Mandatsgebiets Palästina (dem heutigen Jordanien) favorisierten. Dieser Wunsch wurde 1921 Wirklichkeit, als Abdullah I. Emir von Transjordanien wurde. Salt schien die Stadt zu sein, die als Hauptstadt des neuen Emirats gewählt werden würde, da der Großteil des Handels durch Salt floss. Zu dieser Zeit gab es in Salt keine höheren Schulen. Trotzdem wählte Abdullah die Stadt als Hauptstadt seines Emirats aus, änderte aber später seine Meinung und verlegte seinen Sitz und sein Gefolge nach Amman, als er und die Honoratioren von Salt eine Meinungsverschiedenheit hatten.

## Sehenswürdigkeiten
- Beit Abu Jaber, zwischen 1887 und 1905 errichtet, heute stadthistorisches Museum[1]
- Beit Qaqish von 1864
- Beit Touquan, aus dem frühen 20. Jahrhundert, heute archäologisches Museum[1]
- Große Moschee aus den 1860er Jahren
- Haj-Hamdi-al-Anis-Moschee auf den Ruinen der Zitadelle
- Ayyubiden-Festung auf dem Hügel Ras al-Amir aus dem 13. Jahrhundert[1]
- English Hospital Complex mit der Church of the Good Shepherd, errichtet ab 1949
- Al-Khader-Kirche, römisch-orthodox, Grundstein von 1682
- Lateinische Kirche, katholisch, Architekt war John Moritan

## Demografie
Die Bevölkerung ist in den letzten Jahren deutlich angestiegen.
| Jahr          | Einwohnerzahl |
| ------------- | ------------- |
| 1994 (Zensus) | 56.458        |
| 2004 (Zensus) | 73.528        |
| 2015 (Zensus) | 99.890        |

## Persönlichkeiten
- Sulaimān an-Nābulusī (1910–1976), jordanischer Premierminister[7]